# Jošava
Jošava (cyr. Јошава) – wieś w Bośni i Hercegowinie, w Republice Serbskiej, w gminie Novi Grad. W 2013 roku liczyła 98 mieszkańców.